# Ama-no-jaku
L'Ama-no-jaku ("esperit diví malvat") és una criatura similar a un dimoni japonès. Generalment és representat com una espècie de petit oni i és capaç de provocar els desitjos més foscos d'una persona i així convèncer-lo per a cometre males accions. És l'esperit de la contradicció i la perversitat.
Una de les aparicions més conegudes de l'Ama-no-jaku succeeix al conte de fades Urikohime (La princesa meló), en el qual una noia miraculosament nascuda d'un meló és adorada per una parella de vells. El matrimoni protegeix Urikohime del món exterior, però, la noia ingènuament permet a un Ama-no-jaku entrar a casa seva, on aquest la devora i de vegades la imita portant la seva pell escorxada.